# Szabiluj-e Sofla
Szabiluj-e Sofla – wieś w Iranie, w ostanie Azerbejdżan Zachodni, w szahrestanie Mijandoab. W 2006 roku liczyła 1635 mieszkańców.